# NGC 6400
NGC 6400 ist ein galaktischer offener Sternhaufen im Sternbild Skorpion und etwa 950 Parsec von der Erde entfernt. Er wurde am 13. Mai 1826 von James Dunlop mit einem 9-Zoll-Spiegelteleskop entdeckt, der ihn dabei als sehr lichtschwachen Haufen beschrieb, der einem schwachen Nebel ähnlich sehe, und unter anderem darauf hinwies, dass zum Zentrum hin die Dichte an Sternen deutlich erhöht sei.